# Brug 1093
Brug 1093 is een bouwkundig kunstwerk in Amsterdam-Zuidoost.
De brugserienummer reeks 1000-1099 bevat meest bruggen die werden gebouwd met de inrichting van de nieuwe woonwijk Bijlmermeer van eind jaren zestig. De reeks stopte echter bij brug 1089, die rond 2007 gesloopt is. Bij de herinrichting van de wijk, die al in de jaren negentig begon, pakte men bij de nummering de draad weer op. Zo stamt brug 1093 uit circa 2005.
De honingraatflat Grunder in de G-buurt was net als andere van dat type in ongenade gevallen. Ze werd in 2003 afgebroken om plaats te maken voor een wijk met eengezinswoningen (twee bouwlagen met dak). De grijze flat werd daarbij vervangen door wisselend gekleurde woningen, hetgeen de wijknaam Mi Akoma di Color opleverde. Het wijkje werd gebouw in de hoek van Bijlmerdreef en 's-Gravendijkdreef, waarbij eigenlijk de gehele plattegrond gewijzigd werd. Beide dreven waren al van dijklichaam naar het maaiveld verplaatst. De groenstrook tussen Grunder en Grubbehoeve werd eveneens afgegraven voor een gracht.
Die gracht bracht met zich mee dat tussen de oude omgeving (Grubbehoeve) en nieuwe (Gaandeweg) twee overspanningen nodig waren om van de ene naar de andere wijk (en omgeving) te komen. Het Gulden Kruispad, dat van west naar oost door de gehele Bijlmermeer slingert kreeg een nieuwe brug. Deze gewelfde brug 1093 voert tussen twee landhoofden en wordt in het midden ondersteund door jukken op brugpijlers. Buiten de brug zijn de brugpijlers verlengd om ruimte te bieden aan verlichting. De brug was niet naar ieders zin; ze is relatief steil daar waar de oude bruggen juist plat waren (zie bijvoorbeeld brug 1132). De brug heeft in brug 1094 een broertje. Het Bijlmermuseum omschreef de brug in 2018 als “Een brug te hoog”. De ontwerper van de brug is vooralsnog onbekend.   
<<< · 1000 · 1001 · 1002 · 1003 · 1004 · 1005 · 1006 · 1007 · 1008 · 1009 · 1010 · 1011 · 1012 · 1013 · 1014 · 1018 · 1028 · 1029 · 1030 · 1032 · 1033 · 1034 · 1035 · 1036 · 1037 · 1038 · 1039 · 1040 · 1041 · 1044 · 1045 · 1046 · 1048 · 1049 · 1050 · 1051 · 1062 · 1063 · 1064 · 1065 · 1066 · 1067 · 1076 · 1077 · 1078 · 1083 · 1090 · 1092 · 1093 · 1094 · 1095 · 1096 · 1097 · 1098 · 1099 · >>>
Brugnummers  1015, 1016, 1017, 1019, 1020, 1021, 1022, 1023, 1024, 1025, 1026, 1027, 1031, 1042, 1043, 1047, 1052/1053 (niet gebouwd), 1054, 1055, 1056, 1057, 1058, 1059, 1060, 1061, 1068, 1069-1075, 1079, 1080, 1081, 1082, 1084-1088, 1089 en 1091 (onbekend) zijn niet meer vergeven. De meesten daarvan zijn gesloopt in verband met sanering Zuidoost. Alle bruggen lagen en liggen in Zuidoost behalve bruggen 1000 en 1002.